# 吉田陽菜
吉田 陽菜（よしだ はな、英語: Hana Yoshida、2005年8月21日 - ）は、日本のフィギュアスケート選手（女子シングル）。愛知県出身。2020年より木下アカデミー所属。中京大学附属中京高等学校卒。2024年同志社大学へ進学。
主な戦績に、2019年全日本ジュニア選手権2位、2020年全日本ジュニア選手権3位、2022年ジュニアグランプリシリーズクールシュヴェル1位、2023年ロンバルディアトロフィー2位など。

## 人物
愛知県名古屋市出身。名古屋市立猪高中学校に入学、中学三年時に木下アカデミーに練習拠点を移したことに伴い、宇治市立宇治中学校に転校。高校は、中京大学附属中京高等学校。2024年同志社大学へ進学。
トリノオリンピック・バンクーバーオリンピック出場で、2007年・2011年世界選手権女王の安藤美姫らを輩出した名東FSCにてフィギュアスケートを始め、門奈裕子コーチに師事する。2020年春より、木下アカデミーに在籍、濱田美栄コーチの指導を受ける。
2016年の全日本ノービス選手権で初優勝を飾り、翌2017年の全日本ノービス選手権も連覇。2018年のげんさんサマーカップでは12歳でトリプルアクセルを決め話題となる。
その後、腰を痛めて試合の欠場が続くが、2019年7月の邦和杯で約1年ぶりにトリプルアクセルに成功。2020年の全日本選手権のメダリスト・オン・アイスでは15歳ながらへそ出し姿で演技し、話題となった。

## 経歴

### ノービス時代

#### 2016-17シーズン
中部選手権ノービスBクラスで3位に入り、全日本ノービス選手権へ進出。
全日本ノービス選手権Bクラスでは、3連続ジャンプを決めるなど76.79点を獲得。初出場で初優勝となった。

#### 2017-18シーズン
中部選手権ノービスAクラスで優勝。
全日本ノービス選手権Aクラスでは、ジャンプすべてを着氷させて100.03点を獲得。100点超えを達成して、ノービスクラス2年連続で優勝。全日本ノービス選手権で優勝したことにより、全日本ジュニア選手権への推薦出場が決定。
初出場となった全日本ジュニア選手権では、ショートプログラムにて、すべてのジャンプを着氷させて12位に着ける。フリースケーティングでは、5種類の3回転ジャンプを着氷させるなど、リンクを大きく使った躍動感ある滑りをみせて103.15点獲得で10位となり、トータル158.04点獲得でノービスからの推薦出場ながら8位入賞と健闘した。

#### 2018-19シーズン
シーズン初戦にアジアフィギュア杯・アドバンスドノービスクラスに出場。ショートプログラムでは、3回転フリップにミスはあったものの3位に着ける。フリースケーティングでは、冒頭に3回転アクセルに挑戦するも転倒となるが3位となり、トータルでもアリサ・リュウ、本田紗来に次いで3位となった。
国内大会初戦は、地方大会のげんさんサマーカップに出場、自身初となる3回転アクセルを成功させる。
その後は、腰の怪我（腰椎分離症）を発症してしまい、中部選手権を欠場。三連覇がかかった全日本ノービス選手権も欠場となった。
故障明けは、名古屋フィギュアスケートフェスティバル出場を経て、地方大会の中部日本選手権ジュニアクラスに出場。ショートプログラムにて、3回転トウループ-3回転トウループのコンビネーションジャンプを成功。単独の3回転フリップでミスはあったものの、47.90点獲得で5位に着ける。フリースケーティングでは、ジャンプでのミスはあったものの、スピンすべてで最高評価のレベル4を獲得するなど、85.32点で7位となり、トータルで133.22点獲得で7位となった。

### ジュニア時代

#### 2019-20シーズン
中部選手権ジュニアクラスに出場。ショートプログラムでは、56.67点獲得で1位に着ける。フリースケーティングでは、演技冒頭に3回転アクセルに挑むも、回転不足となり転倒。その後はジャンプでの細かいミスはあったものの、スピンすべてでレベル4を獲得。フリースケーティング2位となる102.45点を獲得して、トータル159.12点で優勝した。
西日本ジュニア選手権では、ショートプログラムにて5位に着ける。フリースケーティングでは冒頭の3回転アクセルを成功させて3位となり、トータル169.41点獲得で3位と表彰台に乗り、全日本ジュニア選手権への進出を決めた。
二年振りの出場となった全日本ジュニア選手権では、フリースケーティングにて3回転ルッツからのコンビネーションジャンプにミスがあり、得点を伸ばせず52.75点獲得で10位スタートとなる。フリースケーティングでは、冒頭の3回転アクセルを成功。続く3回転ルッツ-3回転トウループのコンビネーションジャンプも成功させる。演技後半のジャンプでミスはあったものの、フリースケーティング3位となる115.11点を獲得。トータルで167.86点獲得して3位表彰台と順位を上げ、全日本選手権への推薦出場が決定した。
初出場となった全日本選手権では、ショートプログラムにて、冒頭で3回転アクセルに挑戦するも転倒。演技後半のコンビネーションジャンプにて3回転ルッツの着氷が乱れてセカンドジャンプが2回転になるなど得点を伸ばせず、50.96点獲得で21位でフリースケーティングに進出した。
フリースケーティングでは、冒頭の3回転アクセルに臨むも、回転が抜けて1回転となる。その後は、3回転ルッツ-3回転トウループのコンビネーションジャンプや単独の3回転サルコウや3回転ループを成功するも、演技後半でジャンプ2つが1回転となり得点を伸ばせず、98.76点獲得で18位。トータルでは149.72点で19位だった。ただし、憧れの全日本選手権の舞台で、ショートプログラム・フリースケーティングで3回転アクセルに挑むなど、シニア選手に混ざっての演技で貴重な経験を積んだ。

#### 2020-21シーズン
公式戦初戦は、全日本ジュニア選手権の予選となる西日本ジュニア選手権に出場。ショートプログラムでは、演技後半の3回転ルッツの着氷が乱れたが、スピン・ステップすべてでレベル4を獲得して2位に着ける。
フリースケーティングでは、冒頭の3回転アクセルは着氷したものの、4分の1回転不足との判定を受けて減点となる。その後のジャンプを着氷させて、スピンすべてでレベル4を獲得。フリー2位となる121.75点を獲得、トータル点を獲得で2位となった。
全日本ジュニア選手権では、ショートプログラムにてジャンプすべてを着氷、スピン・ステップすべてでレベル4を獲得し2位に着ける。フリースケーティングでは、演技冒頭の3回転アクセルを、2点以上加点がつく高い出来栄えで成功させる。演技後半の、2回転アクセル-3回転トウループのセカンドジャンプの着氷が乱れたほかは、ほぼミスのない演技を見せて、フリー2位となる127.44点を獲得。トータル189.49点獲得で2位となり、二年連続で表彰台に上がった。
推薦で出場した全日本選手権では、ショートプログラムにて3回転-3回転のコンビネーションジャンプのフリップジャンプがエッジエラーとの判定を受け、3回転アクセルの着氷が乱れてしまい、58.79点獲得で19位となる。フリースケーティングでは、3回転アクセルが1回転アクセルとなるなどジャンプでのミスが重なり、104.99点獲得で17位。トータル163.78点獲得で17位となった。
北京オリンピックが開催される来季については、シニアの年齢制限をクリアしており出場資格はあるものの、ジュニアクラスにとどまる意向を示した。

#### 2021-22シーズン
国内地方大会出場を経て、近畿選手権に出場。ショートプログラムでは、2回転アクセルとコンビネーションジャンプを着氷するものの、3回転フリップの回転が抜けて1回転となり、54.22点獲得で5位スタートとなる。フリースケーティングでは、冒頭の3回転アクセル-3回転トウループのコンビネーションジャンプと、単独の3回転アクセルを成功。2本の3回転アクセル成功で、フリートップとなる124.19点を獲得するも、ショートプログラムでの出遅れが響き、トータル178.41点獲得で3位となった。
西日本ジュニア選手権では、ショートプログラムにて3回転フリップで転倒、55.44点獲得で7位となる。フリースケーティングでは、3回転アクセルを成功させるも、その他のジャンプのミスが響き、107.27点獲得で4位。トータルでは162.71点獲得で6位となった。
全日本ジュニア選手権では、ショートプログラムにてジャンプすべてを着氷させて3位に着ける。フリースケーティングでは、冒頭予定していた3回転アクセルのタイミングが合わずに1回転アクセルとなる。続く3回転アクセルを成功させるも、演技後半の3回転ルッツ2本が軽微なエッジエラーと4分の1回転不足の判定を受けるなど、フリー4位となる110.07点に留まり、トータルでも172.55点で4位と、あと一歩で表彰台に届かなかった。
全日本選手権では、ショートプログラムにて3回転アクセルの着氷が乱れ、3回転ルッツで転倒。61.35点獲得で13位スタートとなる。フリースケーティングでは、冒頭の3回転アクセルに挑むも着氷が乱れる。その後も細かいミスはあったものの、最後まであきらめない演技でフリー8位となる126.09点を獲得。トータルで187.44点獲得で9位となり、ショートプログラムより順位を上げた。
シーズン終盤には国際大会へ出場。
ババリアンオープンでは、ショートプログラムにて3回転フリップで回転が抜けてしまい1回転となるミスはあったが、 60.73点を獲得して首位に立つ。フリースケーティングでは、冒頭の3回転アクセルを高い加点で成功させる。その後もほぼミスのない演技を見せて、フリー1位となる133.50点を獲得。トータル194.23点獲得し、国際大会で優勝を飾った。
シニアクラスで出場したエーニャスプリング杯では、ショートプログラムにて3回転アクセルを成功させる。単独の3回転ループが回転不足となるミスはあったものの、73.04点を獲得して首位に立つ。フリースケーティングでは、3回転アクセルで着氷が乱れ4分の1回転不足との判定を受けるが、スピン・ステップでレベル4を獲得するなど安定した演技を見せて、137.73点を獲得。トータルで210.77点を獲得して優勝した。

#### 2022-23シーズン
ジュニアグランプリシリーズデビュー戦となる、ジュニアグランプリクールシュヴェルに出場。ショートプログラムでは、3回転ルッツ-3回転トウループのコンビネーションジャンプが4分の1回転不足との判定を受けて減点となる。その後は、3回転ループを成功させて、スピン・ステップでレベル4を獲得、66.56点で2位発進となる。フリースケーティングでは、3回転アクセルに挑むが着氷が乱れる。コンビネーションジャンプで若干の回転不足は取られはしたものの、フリートップとなる136.96点を獲得。トータルで203.52点獲得で200点超えを達成して、国際スケート連盟公認大会デビュー戦で、初優勝を飾った。
ジュニアグランプリシリーズ二戦目は、最終戦となるジュニアグランプリエーニャノイマルクトに出場。ショートプログラムでは、コンビネーションジャンプの3回転ルッツで軽微なエッジエラーと4分の1回転不足との判定は受けるが、ショートプログラムの自己ベストを更新する66.89点を獲得して2位に着ける。フリースケーティングでは、演技冒頭の3回転アクセルをGOE2.63点を獲得する出来栄えで、国際スケート連盟公認大会で初めて成功させる。演技最後のコンビネーションジャンプでの回転不足はあったものの、フリートップとなる141.42点を獲得。トータル208.31点で逆転優勝、ジュニアグランプリシリーズ二連勝を飾った。
出場したジュニアグランプリシリーズ二試合で優勝したことにより、12月に開催されるジュニアグランプリファイナルへの進出が決定した。
シニアクラスで出場した西日本選手権では、ショートプログラム2位に着けると、フリースケーティングでは3回転アクセルを含むすべてのジャンプを成功させて、2022年四大陸選手権女王の三原舞依を逆転して優勝。シニア選手として全日本選手権の出場を決めた。
全日本選手権では、ショートプログラムにて3回転アクセルに挑戦するも着氷が乱れて4分の1回転不足の判定を受ける。続く3回転ルッツで転倒。3回転ループに3回転トウループをつけてリカバリーするも、セカンドジャンプが回転不足との判定を受ける。スピン・ステップはレベル4を獲得するも、59.49点で14位となる。
フリースケーティングでは、冒頭の3回転アクセルで着氷が乱れるも、その後の2回転アクセル-3回転トウループのコンビネーションジャンプや、単独の3回転ループ・3回転フリップを成功させる。演技後半に3回転ルッツ-3回転トウループのコンビネーションジャンプ、単独の3回転ルッツを成功させる。3連続のコンビネーションジャンプで4分の1回転不足の判定を受けるも、躍動した演技を見せて、フリースケーティング3位となる137.72点を獲得。トータル197.21点を獲得して6位と、ショートプログラムから大幅に順位を上げた。
全日本選手権の成績により、2023年2月に開催される四大陸選手権の代表に選出された。
初出場の四大陸選手権では、演技冒頭に3回転アクセルに挑むも着氷が乱れる。続くコンビネーションジャンプを予定していた3回転ルッツが2回転となるミスがあり、単独の3回転ループでも着氷が乱れて回転不足の判定を受ける。3つのスピンでは最高難度のレベル4を獲得するも、ジャンプでのミスが響き59.82点と得点を伸ばせず、10位スタートとなる。
フリースケーティングでは、冒頭の3回転アクセルで転倒するも、続く2回転アクセル-3回転トウループのコンビネーションジャンプと単独の3回転ループと3回転フリップを着氷させる。演技後半の3回転ルッツ-3回転トウループのコンビネーションジャンプ、単独の3回転ルッツ、3回転サルコウからの3連続ジャンプを着氷させるも、3本すべてのジャンプで軽微な回転不足の判定を受ける。スピンとステップではレベル4を獲得するも、フリースケーティング7位となる129.78点獲得に留まり、トータル189.60点で8位となった。
シーズン最終戦は、トリグラフトロフィーにシニアクラスで出場。ショートプログラムにて、演技冒頭の3回転アクセルを高い加点で成功させる。続く3回転ルッツ-3回転トウループのコンビネーションジャンプは回転不足の判定を受けるが、演技後半の3回転ループを成功させて、スピンすべてでレベル4を獲得。69.79点獲得で首位に立つ。
フリースケーティングでは、冒頭の3回転アクセルをGOE2.67点の加点で成功させると、続く2回転アクセル-3回転トウループ、単独の3回転ループ、3回転フリップを成功させる。演技後半の3回転ルッツでの転倒とコンビネーションジャンプの3回転ルッツで4分の1回転不足の判定を受けるものの、スピンすべてでレベル4の評価を受け、フリースケーティング1位となる141.67点を獲得。トータル211.46点獲得と、国際スケート連盟非公認ながら自己ベストを上回る得点で優勝した。
今シーズンは、国内大会をシニア、国際大会ではジュニアを主戦場としていたが、来シーズンよりシニアクラスへ完全移行する考えであることを表明した。

#### 2023-24シーズン
シニアクラスへ移行。11月のISUグランプリシリーズ第4戦の「中国杯」にてショートプログラム3位からフリーで逆転し、シニア初年度でグランプリシリーズ初優勝を飾り、グランプリファイナルの初出場を決めた。

## 技術・演技
3回転アクセルを含む、6種類の3回転ジャンプを跳ぶことができる。
3回転アクセルは、国際スケート連盟非公認ながら複数回着氷させており、2018年8月に国内大会のげんさんサマーカップで初めて成功させた。国際スケート連盟公認大会では、2022年ジュニアグランプリシリーズ・エーニャノイマルクトで初成功させている。
シニアクラスへ完全移行後は、ショートプログラムとフリースケーティングで合計3本の3回転アクセルを組み込むことが理想であると語っている。
その他の高難度ジャンプとして、4回転ジャンプの投入についても意欲をみせており、4回転サルコウか4回転トウループへの挑戦に言及している。
ルッツジャンプを得意とする一方、フリップジャンプで軽微なエッジエラーとの判定を受けることがある。

## 競技成績

### ISUパーソナルベストスコア
- SP - ショートプログラム、FS - フリースケーティング
- TSS - 部門内合計得点（英: Total segment score）は太字
- TES - 技術要素点（英: Technical element score）、PCS - 演技構成点（英: Program component score）

| 部門 | 種類 | 得点   | 大会                                          |
| ---- | ---- | ------ | --------------------------------------------- |
| 総合 | TSS  | 208.31 | 2022年ジュニアグランプリ エーニャノイマルクト |
| SP   | TSS  | 67.87  | 2024年フィンランディア杯                      |
| SP   | TES  | 36.95  | 2022年ジュニアグランプリ エーニャノイマルクト |
| SP   | PCS  | 32.02  | 2024年グランプリファイナル                    |
| FS   | TSS  | 142.51 | 2023年グランプリファイナル                    |
| FS   | TES  | 78.14  | 2023年グランプリファイナル                    |
| FS   | PCS  | 65.68  | 2023年中国杯                                  |

### 主な戦績
- GP - ISUグランプリシリーズ
- CS - ISUチャレンジャーシリーズ
- 括弧内の順位は団体戦における個人順位

| 大会名                       | 2019–20 | 2020–21 | 2021–22 | 2022–23 | 2023–24 | 2024–25 | 2025–26 |
| ---------------------------- | ------- | ------- | ------- | ------- | ------- | ------- | ------- |
| 世界選手権                   |         |         |         |         | 8位     |         |         |
| 四大陸選手権                 |         |         |         | 8位     |         |         |         |
| GP ファイナル                |         |         |         |         | 3位     | 5位     |         |
| GP フィンランディア杯        |         |         |         |         |         | 1位     |         |
| GP スケートカナダ            |         |         |         |         |         | 3位     |         |
| GP 中国杯                    |         |         |         |         | 1位     |         | TBD     |
| GP スケートアメリカ          |         |         |         |         | 4位     |         | TBD     |
| CS ネーベルホルン杯          |         |         |         |         |         | 3位     |         |
| CS ロンバルディア杯          |         |         |         |         | 2位     |         |         |
| 冬季ユニバーシティーゲームズ |         |         |         |         |         | 4位     |         |
| Road to 26 Trophy            |         |         |         |         |         | 5位     |         |
| アジア冬季競技大会           |         |         |         |         |         | 3位     |         |
| タリンクホテルズ杯           |         |         |         |         | 2位     |         |         |
| エーニャスプリング杯         |         |         | 1位     |         |         |         |         |
| トリグラフ杯                 |         |         |         | 1位     |         |         |         |
| 全日本選手権                 | 19位    | 16位    | 9位     | 6位     | 7位     | 11位    |         |

- JGP - ISUジュニアグランプリシリーズ
- J - ジュニアクラス
- N - ノービスクラス、A - ノービスAクラス、B - ノービスBクラス

| 大会名                   | 2016–17 | 2017–18 | 2018–19 | 2019–20 | 2020–21 | 2021–22 | 2022–23 |
| ------------------------ | ------- | ------- | ------- | ------- | ------- | ------- | ------- |
| JGP ファイナル           |         |         |         |         |         |         | 6位     |
| JGP クールシュヴェル     |         |         |         |         |         |         | 1位     |
| JGP アルメニア杯         |         |         |         |         |         |         | 中止    |
| JGP エーニャノイマルクト |         |         |         |         |         |         | 1位     |
| ババリアンオープン       |         |         |         |         |         | 1位 J   |         |
| チャレンジカップ         |         | 1位 N   |         |         |         |         |         |
| アジアフィギュア杯       |         |         | 3位 N   |         |         |         |         |
| 全日本ジュニア選手権     |         | 8位     |         | 3位     | 2位     | 4位     |         |
| 全日本ノービス選手権     | 1位 B   | 1位 A   | 欠場    |         |         |         |         |

### 詳細
- パーソナルベストは太字で表示

| 2024-2025 シーズン    |                                                                  |         |           |           |
| 開催日                | 大会名                                                           | SP      | FS        | 結果      |
| 2025年2月19日 - 20日  | Road to 26 Trophy (五輪プレ大会)（ミラノ）                       | 6 53.66 | 2 130.36  | 5 184.02  |
| 2025年2月7日 - 14日   | 2025年アジア冬季競技大会（ハルビン）                             | 3 68.76 | 3 136.44  | 3 205.20  |
| 2025年1月13日 - 23日  | FISU 冬季ワールドユニバーシティゲームズ（トリノ）                | 5 60.48 | 3 126.95  | 4 187.43  |
| 2024年12月19日 - 22日 | 第93回全日本フィギュアスケート選手権（門真）                     | 9 68.42 | 13 126.85 | 11 195.27 |
| 2024年12月5日 - 8日   | 2024/2025 ISUグランプリファイナル（グルノーブル）                | 3 64.23 | 5 129.79  | 5 194.02  |
| 2024年11月15日 - 17日 | ISUグランプリシリーズ フィンランディア杯（ヘルシンキ）           | 1 67.87 | 2 131.59  | 1 199.46  |
| 2024年10月25日 - 27日 | ISUグランプリシリーズ スケートカナダ（ハリファックス）           | 4 65.32 | 3 126.05  | 3 191.37  |
| 2024年9月19日 - 21日  | ISUチャレンジャーシリーズ ネーベルホルン杯（オーベルストドルフ） | 7 59.65 | 3 136.82  | 3 196.47  |

| 2023-2024 シーズン    |                                                        |         |          |          |
| 開催日                | 大会名                                                 | SP      | FS       | 結果     |
| 2024年3月18日 - 24日  | 2024年世界フィギュアスケート選手権（モントリオール）   | 8 64.56 | 6 130.37 | 8 194.93 |
| 2023年12月20日 - 24日 | 第92回全日本フィギュアスケート選手権（長野）           | 9 62.73 | 6 131.49 | 7 194.22 |
| 2023年12月7日 - 10日  | 2023/2024 ISUグランプリファイナル（北京）              | 4 60.65 | 2 142.51 | 3 203.16 |
| 2023年11月10日 - 12日 | ISUグランプリシリーズ中国杯（重慶）                    | 3 64.65 | 1 139.32 | 1 203.97 |
| 2023年10月20日 - 22日 | ISUグランプリシリーズスケートアメリカ（アレン）        | 9 59.40 | 3 131.58 | 4 190.98 |
| 2023年9月8日 - 10日   | ISUチャレンジャーシリーズ ロンバルディア杯（ベルガモ） | 3 62.54 | 1 122.91 | 2 185.45 |

| 2022-2023 シーズン    |                                                              |          |          |          |
| 開催日                | 大会名                                                       | SP       | FS       | 結果     |
| 2023年4月13日 - 16日  | 2023年トリグラフ杯（イェセニツェ）                           | 1 69.79  | 1 141.67 | 1 211.46 |
| 2023年2月7日 - 12日   | 2023年四大陸フィギュアスケート選手権（コロラドスプリングス） | 10 59.82 | 7 129.78 | 8 189.60 |
| 2022年12月21日 - 25日 | 第91回全日本フィギュアスケート選手権（門真）                 | 14 59.49 | 3 137.72 | 6 197.21 |
| 2022年12月8日 - 11日  | ISUジュニアグランプリファイナル（トリノ）                    | 6 55.51  | 6 102.79 | 6 158.30 |
| 2022年10月12日 - 15日 | ISUジュニアグランプリ エーニャノイマルクト（エーニャ）       | 2 66.89  | 1 141.42 | 1 208.31 |
| 2022年9月21日 - 24日  | ISUジュニアグランプリ アルメニア杯（エレバン）               |          |          | 中止     |
| 2022年8月24日 - 27日  | ISUジュニアグランプリ クールシュヴェル（クールシュヴェル）   | 2 66.56  | 1 136.96 | 1 203.52 |

| 2021-2022 シーズン    |                                                              |          |          |          |
| 開催日                | 大会名                                                       | SP       | FS       | 結果     |
| 2022年4月7日 - 10日   | 2022年エーニャスプリングトロフィー（エーニャ）               | 1 73.04  | 1 137.73 | 1 210.77 |
| 2022年1月18日 - 23日  | 2022年ババリアンオープンジュニアクラス（オーベルストドルフ） | 1 60.73  | 1 133.50 | 1 194.23 |
| 2021年12月22日 - 26日 | 第90回全日本フィギュアスケート選手権（さいたま）             | 13 61.35 | 8 126.09 | 9 187.44 |
| 2021年11月19日 - 21日 | 第90回全日本フィギュアスケートジュニア選手権（名古屋）       | 3 62.48  | 4 110.07 | 4 172.55 |

| 2020-2021 シーズン    |                                                      |          |           |           |
| 開催日                | 大会名                                               | SP       | FS        | 結果      |
| 2020年12月24日 - 27日 | 第89回全日本フィギュアスケート選手権（長野）         | 19 58.79 | 17 104.99 | 16 163.78 |
| 2020年11月21日 - 23日 | 第89回全日本フィギュアスケートジュニア選手権（八戸） | 2 62.05  | 2 127.44  | 2 189.49  |

| 2019-2020 シーズン    |                                                      |          |          |           |
| 開催日                | 大会名                                               | SP       | FS       | 結果      |
| 2019年12月19日 - 22日 | 第88回全日本フィギュアスケート選手権（東京）         | 21 50.96 | 18 98.76 | 19 149.72 |
| 2019年11月15日 - 17日 | 第88回全日本フィギュアスケートジュニア選手権（横浜） | 10 52.75 | 3 115.11 | 3 167.86  |

| 2018-2019 シーズン    |                                                             |         |         |          |
| 開催日                | 大会名                                                      | SP      | FS      | 結果     |
| 2018年10月19日 - 21日 | 第22回全日本フィギュアスケートノービス選手権Aクラス（高石） |         |         | WD       |
| 2018年8月1日 - 5日    | 2018年アジアフィギュア杯 アドバンスドノービスクラス（タイ） | 3 43.40 | 3 78.53 | 3 121.93 |

| 2017-2018 シーズン    |                                                                    |          |           |          |
| 開催日                | 大会名                                                             | SP       | FS        | 結果     |
| 2018年2月22日 - 25日  | 2018年チャレンジカップ アドバンスドノービスクラス （デン・ハーグ） | 2 41.86  | 1 92.91   | 1 134.77 |
| 2017年11月24日 - 26日 | 第86回全日本フィギュアスケートジュニア選手権（前橋）               | 12 54.89 | 10 103.15 | 8 158.04 |
| 2017年10月20日 - 22日 | 第21回全日本フィギュアスケートノービス選手権Aクラス （大津）       |          | 1 100.03  | 1 100.03 |

| 2016-2017 シーズン    |                                                              |    |         |         |
| 開催日                | 大会名                                                       | SP | FS      | 結果    |
| 2016年10月21日 - 23日 | 第20回全日本フィギュアスケートノービス選手権Bクラス （尼崎） |    | 1 76.79 | 1 76.79 |

## プログラム使用曲
| シーズン  | SP | FS | EX |
| --------- | --- | --- | --- |
| 2024-2025 | Temen Oblak -Dark Clouds 曲：Christopher Tin, Cédric Tour 振付：ブノワ・リショー                                                   | S.O.S.［苦悩する地球人からのSOS］ 振付：ローリー・ニコル                                                           | |
| 2023-2024 | Koo Koo Fun 曲：Major Lazer & Major League DJz 振付：ケイトリン・ウィーバー                                                        | Shakuhachi La terre vue du ciel 作曲：アルマンド・アマール 振付：ローリー・ニコル                                  | 『ハイスクール･ミュージカル』より 映画『スター・ウォーズ』より ジェダイの帰還、帝国のマーチ 作曲：ジョン・ウィリアムズ |
| 2022-2023 | Dog Days Are Over 歌唱：フローレンス・アンド・ザ・マシーン 作曲：フローレンス・ウェルチ、イザベラ・サマーズ 振付：ローリー・ニコル | 映画『スター・ウォーズ』より レイア姫のテーマ他 作曲：ジョン・ウィリアムズ 振付：トム・ディクソン                  | 映画『スター・ウォーズ』より ジェダイの帰還、帝国のマーチ 作曲：ジョン・ウィリアムズ                                   |
| 2021-2022 | クレイジー・ダイアモンド 曲：ピンクフロイド 振付：キャシー・リード                                                                 | Planet Ocean Suite : Underwater - I Come From The Ocean - Coral Tree 曲：アンジェル・ダオー 振付：ローリー・ニコル | シェイク・イット・オフ 歌唱：テイラー・スウィフト 作曲：テイラー・スウィフト、マックス・マーティン、シェルバック       |
| 2020-2021 | 映画『ミッション』より ガブリエルのオーボエ 作曲：エンニオ・モリコーネ 振付：村元哉中                                              | ツィゴイネルワイゼン 作曲：パブロ・デ・サラサーテ 振付：エルネスト・マルティネス                                   | Hip Hip Chin Chin 曲：Club des Belugas                                                                                 |
| 2019-2020 | 映画『ラ・ラ・ランド』より 作曲：ジャスティン・ハーウィッツ 振付：安藤美姫                                                         | ミュージカル『キャッツ』より 作曲：アンドルー・ロイド・ウェバー 振付：宮本賢二                                     | |